# Academia FC
Academia Fútbol Club ist ein ehemaliger kolumbianischer Fußballverein aus Bogotá, der in der Categoría Primera B spielte.

## Geschichte
Academia FC entstand zunächst 1999 als Fußballschule unter dem Namen Escuela de fútbol Compensar-Master Card, die Spieler zwischen 18 und 25 Jahren ausbildete. Ein Team nahm zunächst als Compensar FC an der Primera C sowie an Jugendturnieren teil. 2005 entschlossen sich die Verantwortlichen, ein Team in der zweiten Liga aufzubauen und kauften das Startrecht des Vereins Chía FC.
Die beste Platzierung in seiner Geschichte erreichte Academia FC in der Spielzeit 2007. Der Verein scheiterte nur knapp am Aufstieg in die Categoría Primera A. Academia erreichte zwei Mal das Finale, verlor dies aber jeweils gegen Envigado FC. Auch die Relegationsspiele gegen Deportivo Pereira gewann Academia FC nicht. In anderen Spielzeiten konnte der Verein mehrmals in die Finalrunde einziehen, das Finale erreichte er aber nicht mehr.
Während der Spielzeit 2012 verkaufte Academia FC sein Startrecht an den Verein Llaneros FC aus Villavicencio, der seit der Rückserie 2012 in der zweiten kolumbianischen Liga spielt.

## Stadion
Academia FC absolvierte seine Heimspiele im Estadio de Compensar in Bogotá. Das Stadion hat eine Kapazität von etwa 4.500 Plätzen. Es war das erste Stadion mit Kunstrasen, in dem in Kolumbien professioneller Fußball gespielt wurde.

## Erfolge
- Vizemeister der Categoría Primera B: 2007